# Kalendereffekter
Kalendereffekter förekommer som begrepp inom statistiken och i samband med börshandel.

## Kalendereffekter (statistik)
Kalendereffekter uppstår till exempel inom varuproduktion och detaljhandel som påverkas av hur många helgdagar som infaller under en viss period (månad, kvartal osv.). Samma månad under olika år har ofta olika antal helgdagar. Stora effekter uppkommer till följd av under vilken månad påsken infaller eller av när under veckans dagar julen infaller. En statistiskt utförd kalenderkorrigering avser att få jämförbara data.
Vissa stora detaljhandelsföretag som exempelvis Apple har av denna orsak en rapporteringskalender med samma antal lördagar och söndagar i varje kvartal. Enskilda månader börjar då alltid en viss veckodag, exempelvis söndag, och består av 4 eller 5 hela veckor, så att kvartalen får 28+28+35=91 dagar vardera. Detta eliminerar en jämförelsestörande faktor, så att skillnader mellan första kvartalet 2025 och första kvartalet 2024 åtminstone inte har med fördelningen av veckodagar att göra.

## Kalendereffekter (börshandel)
Kalendereffekter, alternativt säsongseffekter är en uppsättning föreställningar inom avdelningen börspsykologi som inte sällan har avfärdats som marknadsmyter av typen ”köp till sillen och sälj till kräftorna” eller att börsår som slutar med en femma alltid brukar bli bra. Den bärande tanken i föreställningarna är att det finns ett samband mellan börsens utveckling, och tiden i vilken börsen utvecklas. De underliggande förklaringsgrunderna till varför de påstådda kalendereffekterna sägs påverka börsen varierar mellan allt från skattemässiga grunder till fullmånens inverkan på människor.
Poängen är givetvis att den som har kunskap om dessa anomalier skall kunna utnyttja desamma för att nå en överavkastning. Ur ett akademiskt perspektiv är de anomalier som kalendereffekter utgörs av intressanta eftersom de står i strid med den perfekta marknadsteorin; som bekant omöjliggör motsvarande anomalier.
År 2007 lyckades de tre studenterna Fredrik Olofsson, Peter Tram och Gustav Wijnbladh från Stockholms universitet belägga förekomsten av vissa kalendereffekter i Sverige genom sitt examensarbete "Kalendereffekter på den svenska börsen" som senare kom att belönas med Finansförbundets uppsatsstipendium.
Utgångspunkten för deras arbete var teorier inom s.k. Behavioral Finance, och empirin utgjordes av data från OMXS30-indexet. Resultatet gav vid hand att det inte gick att finna statistiskt signifikant stöd för de flesta av de undersökta anomalierna med undantag för två. Dessa två anomalier kombinerades i uppsatsen till en placeringsstrategi som benämndes "Kalenderstrategi OMX" och som kunde användas för att nå en betydande överavkastning.
Ytterligare bidrag på området har lämnats av bland annat Per Frennberg och Björn Hansson på Servisens Fondkommission som år 1995 utkom med "Säsongsmönster på den svenska aktiemarknaden" som utgår från AFGX. I deras fotspår följer sedan Nils Stiernstedt och Erik Sörensson från Lunds universitet som år 2004 genom sin studie "En studie av säsongsanomalier på den svenska aktiemarknaden" landar i rekommendationen att investera i AFGX från den 5 november till och med den 11 augusti.
Produkter som baserar sig på vissa kalendereffekter kan sedan en tid handlas genom exempelvis Carnegies "Kalenderstrategi Sverige" och Öhmangruppens "TOM Certifikat" som i allt väsentligt tar fasta på samma kalendereffekt.